# Irlbachia amplissima
Irlbachia amplissima là một loài thực vật có hoa trong họ Long đởm. Loài này được (Mart.) Maas mô tả khoa học đầu tiên năm 1985.